# Blå böcker
Blå böcker (Bluebooks) är efter färgen på omslaget benämnda böcker, utgivna av engelska regeringen och innehållande statistiska meddelanden, diplomatiska akter och dylikt, avsedda för parlamentsledamöterna och opinionen för att underlätta bedömandet av förekommande ärenden Benämningen används även om över- och underhusets utgivna protokoll, voteringar med mera. Från 1835 har de funnit tillgängliga i bokhandeln.